# Gonadotropina
Les gonadotròpiques són hormones necessàries perquè l'individu adquireixi la maduresa sexual i la pugui mantenir. Aquestes actuen en col·laboració amb les hormones sexuals, de tal manera que hi ha independència en el sexe masculí i al femení. A les dones les hormones gonadotròpiques regulen la producció de fol·liculina i luteïna de manera periòdica, mentre que als homes estimulen la secreció de testosterona.

## Tipus d'hormones gonadotròpiques
Existeixen tres tipus d'hormones gonadotròpiques:
- Hormona fol·liculoestimulant (FSH): Actua sobre els ovaris produint el desenvolupament dels fol·licles i estimulant la producció de fol·liculina (estrogen).
- Hormona estimulant de la tiroide (TSH).
- Hormona luteoestimulant (LH): provoca el trencament del fol·licle amb l'alliberació de l'oòcit i l'estimulació en la producció de luteïna (progesterona).

### Hormona estimulant del fol·licle (FSH)
L'hormona estimulant del fol·licle és una hormona gonadotropina sintetitzada i segregada per les cèl·lules gonadotropes a la glàndula pituïtària anterior. La FSH regula el desenvolupament, el creixement, la maduració a la pubertat i als processos reproductius del cos humà. La FSH i l'hormona luteïnitzant (LH) actuen de forma sinèrgica a la reproducció.

#### Funcions
Tant als homes com a les dones, la FSH estimula la maduració de les cèl·lules germinals.
- En dones: La FSH estimula la proliferació i el reclutament dels fol·licles ovàrics immadurs a l'ovari, efectuant específicament a les cèl·lules granuloses. Quan els fol·licles maduren, un d'ells es converteix en dominant. Això allibera inhibina i estradiol i els dos compostos disminueixen la producció de FSH mitjançant la inhibició de la producció d'hormona alliberadora de gonodotropina (GnRH) a d'hipotàlem.
- En homes: La FSH augmenta la producció de proteïnes d'unió als androgens mitjançant la cèl·lula de Sertoli dels testicles, i això és essencial per l'espermatogènesi. Indueix a les cèl·lules de Sertoli per tal que segreguin inhibina, i estimula la formació d'unions estretes Sertoli-Sertoli (zònules occludents).

#### Estructura
La FSH és una glicoproteïna de sucre. La seva estructura és similar a la de l'hormona luteïnitzant (LH), l'hormona estimulant de la tiroide (TSH) i la gonadotropina coriònica humana (HCG). El dímer de proteïna conté dues unitats polipeptídiques, etiquetades com a subunitats alfa i beta. Les subunitats alfa de la LH, FSH, TSH i HCG són idèntiques i contenen 92 aminoàcids. Les subunitats beta varien. La FSH té una subunitat beta de 118 aminoàcids (FSHB), que li confereixen la seva acció biològica específica i és responsable de la interacció amb el receptor de FSH. La part glucídica de l'hormona està composta per fucosa, galactosa, manosa, galactosamina, glucosamina i àcid siàlic, essent aquest últim fonamental per la seva vida mitjana biològica.

### Hormona estimulant de la tiroide (TSH)

Sistema tiroidal

La tirotropina (TSH), anomenada també hormona estimulant de la tiroide o hormona tirotròpica és una hormona produïda per la hipòfisi que regula la producció d'hormones tiroidals. Es tracta d'una hormona glicoproteïca segregada pel lòbul anterior de la hipòfisi (adenohipòfisis) que augmenta la secreció de tiroxina i triiodotironina. Amb un pes molecular d'uns 28.000 UMA, aproximadament, aquesta hormona produeix uns efectes específics sobre la tiroide, tals com l'augment de la proteòlisi de tiroglobulina (proteïna iodada que proporciona els aminoàcids per la síntesi de les hormones tiroidals), això fa que s'alliberi tiroxina i triiodotironina a la sang; l'augment de l'activitat de la bomba de sodi; l'augment de l'activitat secretora i de la mida de les cèl·lules tiroidals i l'augment de la iodació de l'aminoàcid tirosina, entre d'altres. Resumint, la TSH augmenta les activitats de segregació que té lloc a les cèl·lules glandulars de la tiroide. A més la segregació de tirotropina està controlada per un factor regulador hipotalàmic, anomenat hormona alliberadora de tirotropina (TRH) o tiroliberina. Es tracta d'un tripèptid secretor per a les terminacions nervioses de l'hipotàlem, que posteriorment és transportat fins a les cèl·lules glandulars de la hipòfisis anterior, on actua directament sobre elles augmentant la producció de tirotropina.

### Hormona luteïnitzant (LH)
L'hormona luteïnitzant (LH) o hormona luteoestimulant, també anomenada lutropina, és una hormona gonadotròpica de naturalesa glicoproteïca que, de la mateixa manera que l'hormona fol·liculoestimulant, és produïda pel lòbul anterior de la hipòfisis o pituïtària. Als homes és la proteïna que regula la segregació de testosterona, actuant sobres les cèl·lules de Leydig, als testicles i a la dona controla la maduració dels fol·licles, l'ovulació, la iniciació del cos luti i la segregació de progesterona. La LH estimula l'ovulació femenina i la producció de testosterona.

#### Funció
Conjuntament amb altres gonadotropines de la hipòfisis, l'hormona luteïnitzant regula les funcions reproductives de mamífers, tant al mascle com a la femella. L'alliberament de LH de la glàndula hipòfisi és regulada per la producció pulsativa de l'hormona alliberadora de gonadotropines (GNRH) provinent de d'hipotàlem; aquests impulsos, estan subjectes a la retroalimentació de l'estrogen que prové de les gònades.

#### Estructura
La LH és una glicoproteïna dimèrica, és a dir, amb dues unitats polipeptídiques, en les que cada unitat és una molècula de proteïna amb un sucre unit a ella. La seva estructura és similar a la de les altres glicoproteïnes – FSH, TSH, HCG- en les que cada polipèptid rep el nom d'alfa i beta, i estan connectades una a l'altre per enllaços disulfur:
- Unitats alfa de la LH, FSH, TSH i HCG són idèntiques i contenen 92 aminoàcids.
- La unitat beta varia: la LH té una unitat beta amb 121 aminoàcids i li confereix la seva funció biològica específica, que és la responsable de la interacció de l'hormona amb el seu receptor cel·lular. La unitat beta d'aquesta hormona té la mateixa seqüència d'aminoàcids que l'hormona HCG i comparteixen el mateix receptor, tot i això, la beta-HCG conté 24 aminoàcids addicionals i difereix de la LH en la seva composició de sucres.

La diferència en la composició d'oligosacàrids afecta la bioactivitat i la velocitat de degradació. La vida mitjana biològica de la LG és de 20 minuts, més curta que la vida mitjana de la FSH i de la HCG.